# Otomys cuanzensis
Otomys cuanzensis là một loài động vật có vú trong họ Chuột, bộ Gặm nhấm. Loài này được Hill & Carter mô tả năm 1937.